# Нью-Триполі (Пенсільванія)
Нью-Триполі (англ. New Tripoli) — переписна місцевість (CDP) в США, в окрузі Лігай штату Пенсільванія. Населення — 840 осіб (2020).

## Географія
Нью-Триполі розташований за координатами 40°40′26″ пн. ш. 75°44′51″ зх. д. / 40.67389° пн. ш. 75.74750° зх. д. (40.673927, -75.747566).  За даними Бюро перепису населення США в 2010 році переписна місцевість мала площу 2,40 км², з яких 2,40 км² — суходіл та 0,00 км² — водойми.

## Демографія
Згідно з переписом 2010 року, у переписній місцевості мешкало 898 осіб у 344 домогосподарствах у складі 247 родин. Густота населення становила 374 особи/км².  Було 355 помешкань (148/км²).
Расовий склад населення:
| - 95,1 % — білих - 1,7 % — чорних або афроамериканців - 0,2 % — вихідців з тихоокеанських островів - 0,2 % — корінних американців - 0,1 % — азіатів |

До двох чи більше рас належало 2,1 %. Частка іспаномовних становила 5,2 % від усіх жителів.
За віковим діапазоном населення розподілялося таким чином: 28,3 % — особи молодші 18 років, 65,0 % — особи у віці 18—64 років, 6,7 % — особи у віці 65 років та старші. Медіана віку мешканця становила 33,4 року. На 100 осіб жіночої статі у переписній місцевості припадало 96,9 чоловіків;  на 100 жінок у віці від 18 років та старших — 98,2 чоловіків також старших 18 років.
Середній дохід на одне домашнє господарство  становив 66 245 доларів США (медіана — 56 563), а середній дохід на одну сім'ю — 80 649 доларів (медіана — 84 722). Медіана доходів становила 53 403 долари для чоловіків та 45 208 доларів для жінок. За межею бідності перебувало 8,5 % осіб, у тому числі 2,5 % дітей у віці до 18 років та 0,0 % осіб у віці 65 років та старших.
Цивільне працевлаштоване населення становило 335 осіб. Основні галузі зайнятості: освіта, охорона здоров'я та соціальна допомога — 31,0 %, роздрібна торгівля — 16,4 %, виробництво — 14,3 %.